# Csemő

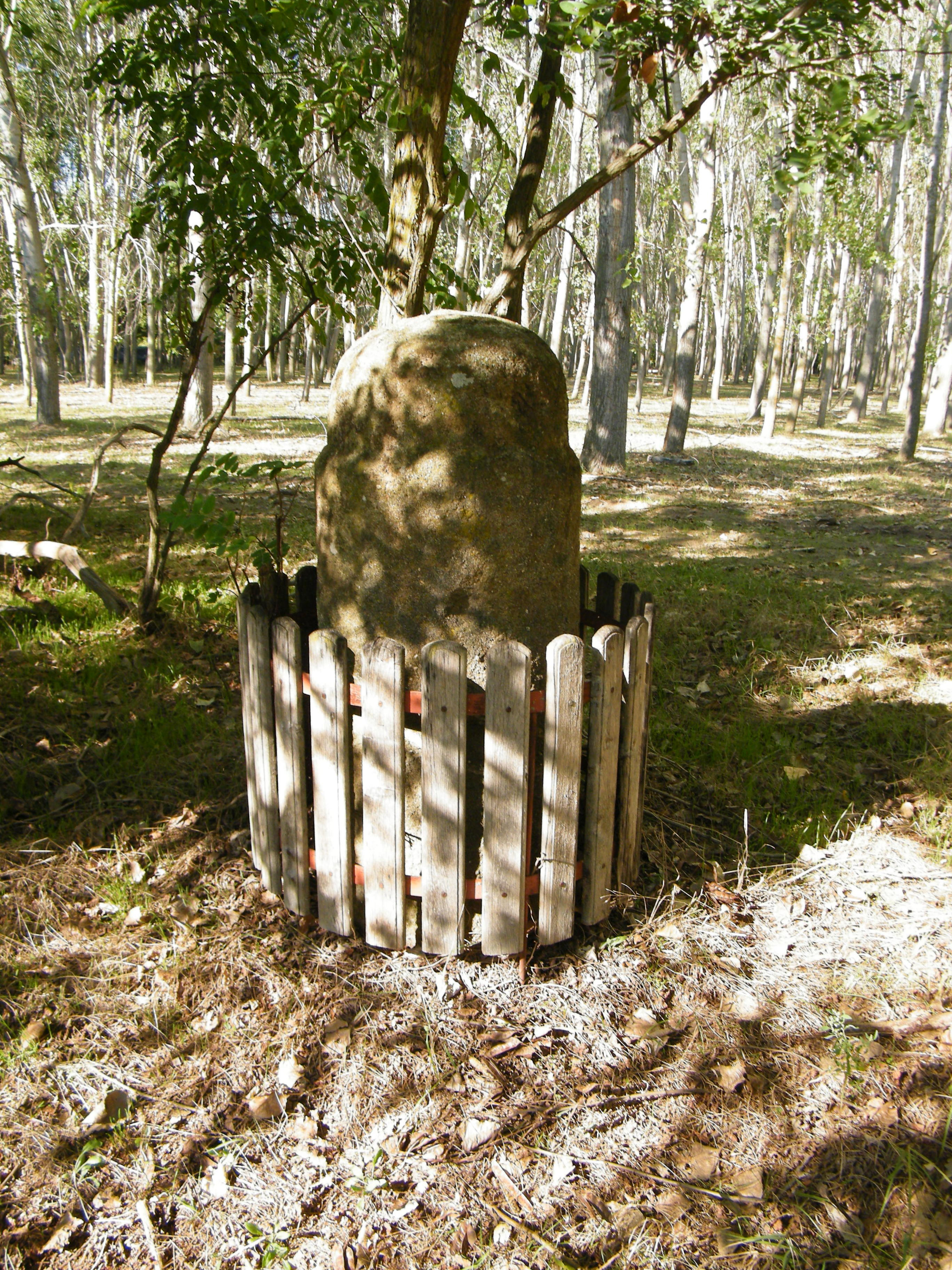
Határkő Csemő külterületén, a történelmi határviták emléke

Csemő község Pest vármegyében, a Ceglédi járásban.

## Fekvése
Budapesttől mintegy 70 kilométerre található. A szomszéd települések: észak felől Cegléd, kelet felől Nyársapát, délkelet felől Nagykőrös, délnyugat felől Lajosmizse, nyugat felől Pusztavacs, északnyugat felől pedig Mikebuda.

## Megközelítése
A települést Cegléd, Lajosmizse és az M5-ös autópálya lajosmizsei lejárója felől a két várost összekötő 4608-as, Nagykőrös irányából pedig a 4601-es, majd szintén a 4608-as úton haladva érhetjük el. Albertirsa felől – Mikebuda központján keresztül – a 46 114-es számú mellékút vezet a községbe, a 441-es főút Cegléd és Nagykőrös közötti szakaszáról pedig két bekötőút is tart Csemő felé, a 46 117-es és 46 118-as számú mellékutak; utóbbiak egyikét a helyiek Vett útnak nevezik. (A név arra utal, hogy az utat a csemői szőlősgazdák vették azért, hogy könnyebben érjék el a szőlőiket.) A központtól Hantháza településrészre a 46 126-os számú mellékút vezet.
1978-ig a településen áthaladt a normál nyomtávú Cegléd–Hantháza-vasútvonal, melynek megszüntetése óta a falunak vasúti megállóhelye nincs.

## Története
Csemő község 1952-ben Nagykőrös és Cegléd külterületéből alakult. Ekkor dőlt el az úgynevezett „csemői per”, melyben a két szomszédos város e terület birtoklásáért folytatott harca zárult le.  Csemő 1997-ben a „Virágos Magyarországért” verseny 1. helyezettje lett, elnyerte „a legvirágosabb település” címet, 1998-ban az „Európa legszebb települése” verseny harmadik helyezettje lett.

## Településrészei
- Csemő
- Zöldhalom
- Ereklyés
- Hantháza
- Vett-út

## Közélete

### Polgármesterei
- 1990–1994: Molnár János (független)[4]
- 1994–1998: Bartha Alajosné (független)[5]
- 1998–2002: Bartha Alajosné (független)[6]
- 2002–2006: Bartha Alajosné (független)[7]
- 2006–2010: Bartha Alajosné (független)[8]
- 2010–2014: Bartha Alajosné (független)[9]
- 2014–2019: Dr. Lakos Roland (független)[10]
- 2019–2023: Dr. Lakos Roland (független)[11]
- 2023–2024: Bögös István alpolgármester (ügyvivőként)
- 2024– : Szűcs Judit (független)[1]

Dr. Lakos Roland polgármester 2023. november 30-i hatállyal lemondott posztjáról, s mivel időközi választás kiírására, a következő önkormányzati választás közeli időpontja miatt már nem volt jogszabályi lehetőség, helyét 2024 júniusáig, ügyvivőként az addigi alpolgármester vette át.

## Népesség
A település népességének változása:
| Lakosok száma | 4166 | 4183 | 4206 | 4318 | 4483 | 4414 | 4413 |
|               | 2013 | 2014 | 2018 | 2021 | 2022 | 2023 | 2024 |

A 2011-es népszámlálás során a lakosok 91,8%-a magyarnak, 0,2% bolgárnak, 0,6% cigánynak, 0,4% németnek, 0,4% románnak mondta magát (7,8% nem nyilatkozott; a kettős identitások miatt a végösszeg nagyobb lehet 100%-nál). A vallási megoszlás a következő volt: római katolikus 22,4%, református 14%, evangélikus 0,7%, görögkatolikus 0,3%, felekezeten kívüli 43,3% (18,2% nem nyilatkozott).
2022-ben a lakosság 84,2%-a vallotta magát magyarnak, 1% cigánynak, 0,5% németnek, 0,2% románnak, 0,1% ukránnak, 2,6% egyéb, nem hazai nemzetiségűnek (14,9% nem nyilatkozott; a kettős identitások miatt a végösszeg nagyobb lehet 100%-nál). Vallásuk szerint 16,4% volt római katolikus, 10,8% református, 0,7% evangélikus, 0,4% görög katolikus, 0,1% izraelita, 0,1% ortodox, 0,8% egyéb keresztény, 0,7% egyéb katolikus, 22,6% felekezeten kívüli (47,2% nem válaszolt).

## Nevezetességei
- Hét vezér tér
- Csemői tájház
- Vadászház
- Dózsa tér
- Ladányi Mihály költő emlékház

## Oktatás
- Nefelejcs Óvoda
- Ladányi Mihály Általános Iskola

## Közművelődés
- Községi Könyvtár

## Egészségügy

### Egészségházak
- Csemői Egészségház
- Zöldhalmi Rendelő

### Gyógyszertár
Csemői Patika

## Híres emberek
- Itt hunyt el 1986. szeptember 20-án Ladányi Mihály József Attila-díjas költő.
- Itt alkot Hellebrand Henriett magyar realista festő.
- Itt élt és alkotott Orisek Ferenc (1937−2024) fafaragó művész.